# Bob de Jong
Bob de Jong (Leimuiden, 13 novembre 1976) è un pattinatore di velocità su ghiaccio olandese, campione olimpico nei 10000 metri ai Giochi di Torino 2006.

## Palmarès

### Olimpiadi
- 4 medaglie:
  - 1 oro (10000 m a Torino 2006);
  - 1 argento (10000 m a Nagano 1998);
  - 2 bronzi (10000 m a Vancouver 2010; 10000 m a Soči 2014);

### Campionati mondiali su distanza singola
- 19 medaglie:
  - 7 ori (10000 m a Heerenveen 1999; 5000 m a Salt Lake City 2001; 10000 m a Berlino 2003; 10000 m a Inzell 2005; 5000 m, 10000 m a Inzell 2011; 10000 m a Heerenveen 2012);
  - 8 argenti (10000 m a Calgary 1998; 5000 m, 10000 m a Nagano 2000; 10000 m a Salt Lake City 2001; 5000 m a Berlino 2003; 10000 m a Seul 2004; 5000 m a Inzell 2005; 5000 m a Heerenveen 2012);
  - 4 bronzi (10000 m a Varsavia 1997; 5000 m a Heerenveen 1999; 10000 m a Nagano 2008; 10000 m a Vancouver 2009.

### Campionati mondiali juniores
- 2 medaglie:
  - 2 ori (Seinäjoki 1995; Calgary 1996).